# Tahiti-Tamourés
Die Tahiti-Tamourés waren eine deutsche Studio-Gesangsgruppe und Schlagerformation. Sie war die erste Girlgroup Deutschlands. Der Name der Gruppe leitet sich ab vom Tamouré, einem auf Tahiti gepflegten Tanz aus der Tiki-Kultur.

## Geschichte
Zwischen 1963 und 1964 nahmen die Tahiti-Tamourés bei Polydor vier Singles auf. Mitglieder waren Leadsängerin Doris Wegener, Chorsängerin Charlotte Marian (* 16. Februar 1937 in Obernburg als Katja Bischoff) und Monika Grimm (frühere Duettpartnerin von Ruth Brandin). Die Single Wini-Wini hielt sich vier Wochen auf Platz eins der deutschen Singlecharts und verkaufte sich Peter Meisel zufolge über 350.000 Mal. Der Song, dessen deutscher Text von Heinz Hellmer und Wolf Petersen geschrieben wurde, stammt im Original von Terorotua and His Tahitians. Er wurde von Yves Hugues Roche geschrieben und 1958 unter dem Titel Vini Vini veröffentlicht. Charlotte Marian coverte unter dem Pseudonym Waikiki-Tamoures für das Billig-Label Tempo den erfolgreichen Song, den sie mit sich selbst im Duett sang. 
Doris Wegener wurde als Schlagersängerin unter dem Namen Manuela bekannt. Auch Charlotte Marian und Monika Grimm waren später noch in dieser Branche tätig. Sie bildeten zusammen mit Tina Rainford die Sweetles und kamen mit ihrem Hit Ich wünsch' mir zum Geburtstag einen Beatle 1964 immerhin auf Platz 38 der deutschen Singlecharts. Charlotte Marian coverte viele Lieder bekannter Schlagersängerinnen auf Tempo, Monika Grimm nahm (mehr oder weniger erfolgreiche) Solo-Singles auf, besang zwei Schallplatten mit René Kollo und wirkte  in einigen Filmen  mit, in den Jerry-Cotton-Filmen Mordnacht in Manhattan (1965), Um null Uhr schnappt die Falle zu (1966) und in dem Musikfilm Guten Abend. Töne Takte und Theater (1967).

## Rezeption
Wini Wini tauchte in den 1990er-Jahren im Rahmen der Radio-Comedyshow Frühstyxradio in der Reihe Die Arschkrampen als ständige Hintergrundmusik auf. Außerdem wurde der Song von Betty Curtis in Italienisch, von Bill Justis (unter dem Titel Tamoure für den US-amerikanischen Markt), von Don Costa und von Wyn Hoop (für die Bundesrepublik Deutschland) und von Jane Swärd (für die DDR) gecovert.

## Diskografie (Singles)
- 1963: Wini Wini (B-Seite Bye Bye Samoa)
- 1963: Tahiti Mafatu (B-Seite Tamoure Guitar)
- 1964: Mañana, Mañana, Mañana (B-Seite Blue Flamingo)
- 1964: Trommeln der Südsee (B-Seite Ukulele Melodie)